# Condado de Tulare
O condado de Tulare (em inglês:  Tulare County) é um dos 58 condados do estado americano da Califórnia. Foi fundado em 1852. A sede e cidade mais populosa do condado é Visalia.

## Geografia
De acordo com o United States Census Bureau, o condado possui uma área de 12 532 km², dos quais 12 495 km² estão cobertos por terra e 37 km² por água.

## Demografia
Segundo o censo nacional de 2010, o condado possui uma população de 442 179 habitantes e uma densidade populacional de 35,4 hab/km². Possui 141 696 residências, que resulta em uma densidade de 11 residências/km².
Das 8 localidades incorporadas no condado, Visalia é a mais populosa, com 124 442 habitantes, o que representa 28% da população total, enquanto que Farmersville é a mais densamente povoada, com 1 809 hab/km². Woodlake é a menos populosa, com 7 279 habitantes. De 2000 para 2010, a população de Porterville cresceu quase 37% e a de Woodlake quase 10%. Apenas uma cidade possui população superior a 100 mil habitantes.